# Louis Muhlstock
Louis Muhlstock est un peintre québécois né le 23 avril 1904 et décédé le 26 août 2001. Il est né à Narajow en Galicie (alors partie de l'Autriche-Hongrie, aujourd'hui Narayiv, oblast de Ternopil, Ukraine) et a émigré à Montréal en 1911.

## Biographie
Il était reconnu pour ses peintures relatant la Grande Dépression. À la fin de sa vie, ses toiles étaient surtout abstraites.

## Expositions
Louis Muhlstock : nouveaux thèmes et variations, 1980-1985, Musée des beaux-arts de Sherbrooke, 1985
Un dessinateur, Louis Muhlstock, Galerie d'art Saidye Bronfman Centre, 1989
Louis Muhlstock : variations sur le thème du corps (exposition collective), Musée Laurier, 1991
Louis Muhstock, Musée du Québec, Québec et Galerie d'art Leonard & Bina Ellen, Montréal, 1995-1996
Louis Muhlstock : un peintre dans le siècle, Galerie Montcalm, 2005

## Honneurs
- 1990 – Officier de l'Ordre du Canada
- 1998 – Chevalier de l'Ordre national du Québec

## Collections publiques
- Musée d'art de Joliette[7]
- Musée des beaux-arts de l'Ontario
- Musée des beaux-arts de Sherbrooke
- Musée des beaux-arts du Canada[8]
- Musée Laurier
- Musée national des beaux-arts du Québec[9]
- Loto-Québec